# Delminichthys
Delminichthys är ett släkte av fiskar. Delminichthys ingår i familjen karpfiskar.
Kladogram enligt Catalogue of Life:
| Delminichthys | \| \| Delminichthys adspersus \| \| \| \| \| \| Delminichthys ghetaldii \| \| \| \| \| \| Delminichthys jadovensis \| \| \| \| \| \| Delminichthys krbavensis \| \| \| \| |
|               | \| \| Delminichthys adspersus \| \| \| \| \| \| Delminichthys ghetaldii \| \| \| \| \| \| Delminichthys jadovensis \| \| \| \| \| \| Delminichthys krbavensis \| \| \| \| |
|               | Delminichthys adspersus |
|               | |
|               | Delminichthys ghetaldii |
|               | |
|               | Delminichthys jadovensis |
|               | |
|               | Delminichthys krbavensis |
|               | |